# Војислав Ракоњац Кокан
Војислав Ракоњац „Кокан“ (Струга, 1. април 1935 — Београд, 12. јун 1969) био је српски филмски режисер.
Потекао је из Кино клуба Београд и био бард истог. Бавио се педагогијом, сам снимао, монтирао филмове, помагао другим ауторима као креативни саветник или асистент, писао сценарија. Интересантан је његов излет на Телевизију Београд где је урадио занимљиви серијал за децу „Лаку ноћ, децо“ са глумицом Миленом Дравић, са којом је био у браку. Био је у центру тадашње боемштине.
Сахрањен је на Новом гробљу у Београду.

## Филмографија
| Година | Филм                  |
| ------ | --------------------- |
| 1969   | Зазидани              |
| 1968   | Пре истине            |
| 1967   | Дивље семе            |
| 1967   | Немирни               |
| 1966   | Лаку ноћ, децо        |
| 1966   | Поподне једног пауна  |
| 1965   | Клаксон               |
| 1964   | Издајник              |
| 1964   | Сузе                  |
| 1963   | Бела мистерија        |
| 1963   | Град (Љубав)          |
| 1963   | Пахуљица              |
| 1962   | Капи, воде, ратници   |
| 1962   | Круг                  |
| 1960   | Зид                   |
| 1958   | Киша и љубав          |
| 1958   | Шуме ће остати зелене |
| 1958   | Снови на ветру        |
| 1957   | Бела марамица         |